# Клегхорн, Эллен
Э́ллен Кле́гхорн (англ. Ellen Cleghorne; 29 ноября 1965, Бруклин, Нью-Йорк, США) — американская актриса, комедиантка и сценарист. Наиболее известна как участница музыкально-юмористической телепрограммы «Субботним вечером в прямом эфире» в 1991—1995 гг.

## Личная жизнь
Эллен в разводе, у неё есть дочь — Экейла Клегхорн (род.пр.1982).

## Избранная фильмография
| Год       |   | Русское название                 | Оригинальное название | Роль             |
| --------- | - | -------------------------------- | --------------------- | ---------------- |
| 1991—1995 | с | Субботним вечером в прямом эфире | Saturday Night Live   | разные персонажи |